# Shemurat Teva‘ Safari
Shemurat Teva‘ Safari (hebreiska: Park Le’ummi Safari, פרק לאומי ספרי, שמורת טבע ספארי) är en park i Israel.   Den ligger i distriktet Tel Aviv-distriktet, i den norra delen av landet. Shemurat Teva‘ Safari ligger 30 meter över havet.
Terrängen runt Shemurat Teva‘ Safari är platt. Runt Shemurat Teva‘ Safari är det mycket tätbefolkat, med 1 819 invånare per kvadratkilometer. Närmaste större samhälle är Tel Aviv, 5,5 km nordväst om Shemurat Teva‘ Safari. Runt Shemurat Teva‘ Safari är det i huvudsak tätbebyggt.